# Heinrich- und Minna-Schuldt-Stift

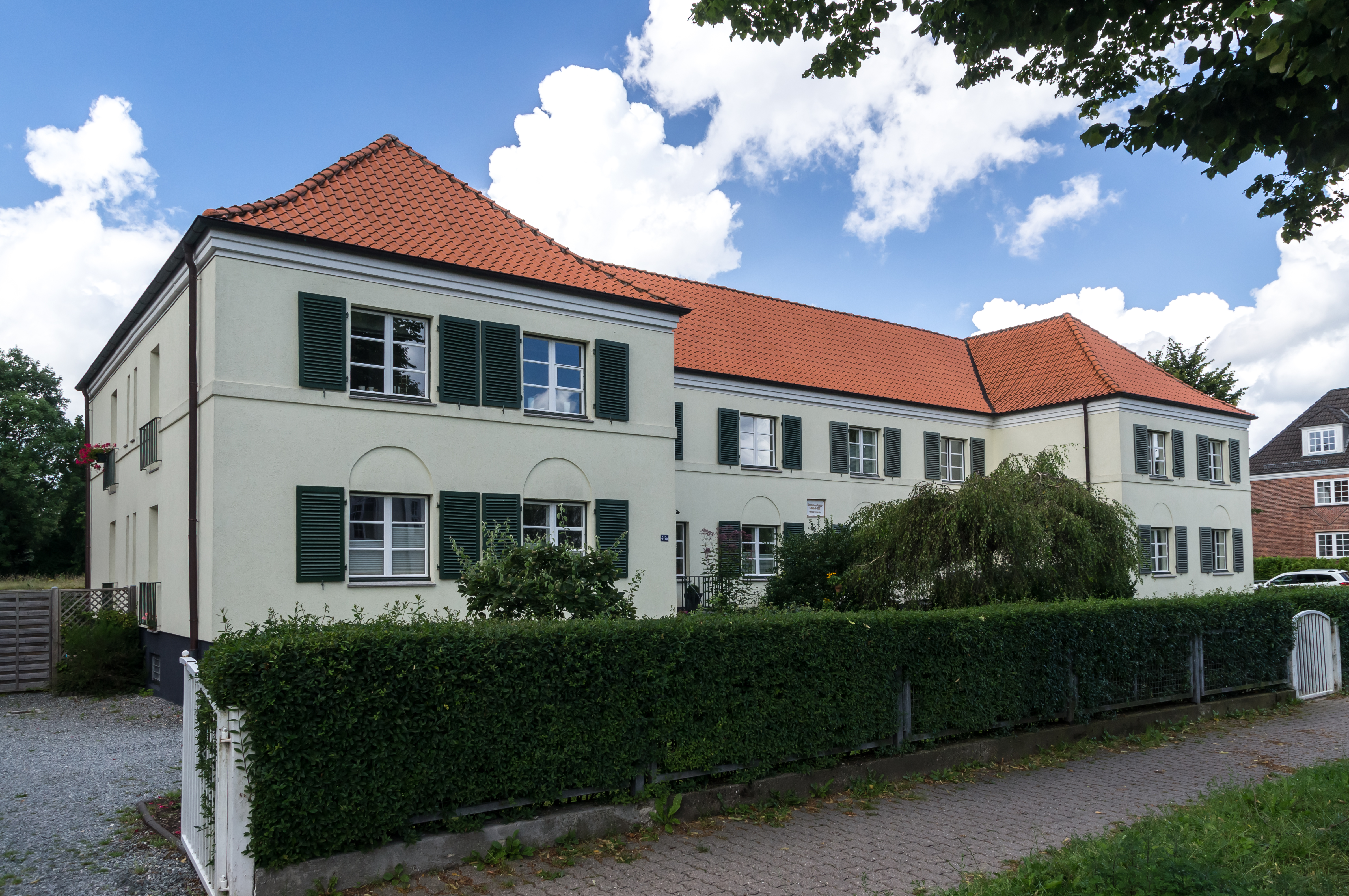
Das Heinrich- und Minna-Schuldt-Stift 2012

Das Heinrich- und Minna-Schuldt-Stift (auch kurz: Schuldstift) in Flensburg-Westliche Höhe, ist ein im 19. Jahrhundert errichtetes Stiftsgebäude. Es gehört zu den Kulturdenkmalen der Stadt.

## Hintergrund
Das Stiftsgebäude wurde 1920/21 nach Plänen der Architekten Guido Widmann und Magnus Schlichting im Heimatschutzstil errichtet und erhielt danach die Adressen Nerongsallee 46–46a. In der Stadt wurden im Laufe der Zeit eine ganze Anzahl von Stiftsgebäuden errichtet, wie beispielsweise auch 1922 das benachbarte Anthon-Stift (Nerongsallee 44) und das Altersheim der Flensburger Kaufmannschaft (Nerongsallee 42). Heinrich Schuldt (* 1840; † 1924) war ein Flensburger Schiffsreeder, Stadtrat, Vorsitzenden des Flensburger Handelsvereins und Ehrenbürger der Stadt.
Beim Heinrich- und Minna-Schuldt-Stift handelt es sich um eine Dreiflügelanlage mit H-förmigen Grundriss sowie zwei Geschossen. In der Mitte der Straßenfassade befindet sich eine Stiftungsinschrifttafel. Der schlicht ausgeführte Putzbau wurde als ein Altersheim für zwölf Familien errichtet. Das Gebäude beherbergte im Inneren Zweizimmer-Wohnungen mit Küche, Speisekammer und Toilette. Das Stiftsgebäude wurde in neuerer Zeit aus geschichtlichen, künstlerischen und städtebaulichen Gründen unter Denkmalschutz gestellt. Im Jahr 2005 fand eine umfassende Sanierung der Anlage statt. Aktuell (Stand 2025) ist es in 4 Wohneinheiten mit Stellplätzen sowie Keller- und Dachbodenräume aufgeteilt. Eine Wohnung umfasst eine Nutzfläche von ca. 139 m³, bestehen aus Diele, Küche, Bad, WC, Hauswirtschaftsraum und vier Zimmern. Im Rahmen der Modernisierung wurden auf der Gebäuderückseite Balkone für die Obergeschosswohnungen installiert und Terrassen für die Erdgeschosswohnungen angelegt. Der Wert einer Wohnung liegt 2025 bei ca. 575.000 Euro.
Direkt auf der Nordseite des Stiftsgebäudes verläuft im Übrigen die Heinrich-Schuldt-Straße, welche 1924 nach dem verstorbenen Stifter benannt wurde.